# Junkers K 37
Lo Junkers K 37 fu un aereo militare triposto, bimotore e monoplano ad ala bassa sviluppato dalla Junkers Flugzeugwerke AG, divisione aeronautica della Junkers & Co, negli anni venti.
Primo e rimasto unico modello bimotore progettato dall'azienda, fu sostanzialmente una conversione militare dell'S 36, rimasto allo stadio di prototipo, a sua volta base di sviluppo per i bombardieri giapponesi Mitsubishi Ki-1 e Mitsubishi Ki-2.

## Storia del progetto

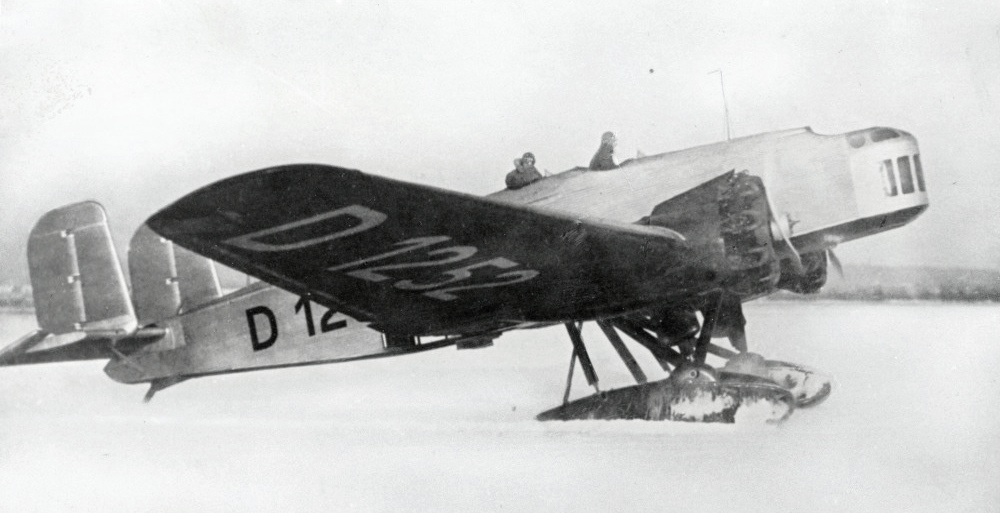
Il prototipo derivato dall'S 36, già modificato con il muso finestrato ma privo di armamenti, con marche civili tedesche D-1252.

Nella seconda metà degli anni venti le clausole del Trattato di Versailles, imposte alla Repubblica di Weimar come conseguenza della sconfitta dell'Impero tedesco al termine della prima guerra mondiale, continuavano a condizionare pesantemente l'industria aeronautica tedesca vietando lo sviluppo di qualsiasi modello destinato all'impiego militare. Per arginare tali restrizioni la Junkers, come altre aziende aeronautiche tedesche del periodo, decise di dimensionare già dalla fase di progettazione modelli che, apparentemente destinati al mercato dell'aviazione commerciale, potevano essere velocemente modificati in aerei militari presso aziende controllate all'estero.
Al fine di soddisfare le richieste di un nuovo modello da bombardamento medio bimotore, l'azienda affidò all'ingegnere Ernst Zindel, presso l'ufficio tecnico di Dessau, il disegno del futuro K 37. Zindel trasse spunto dal precedente multiruolo Junkers A 32, realizzando un modello caratterizzato dalla oramai classica adozione di pannelli ondulati in lega leggera per la ricopertura di gran parte della cellula tranne l'estremità anteriore della fusoliera, bordo d'attacco e parte dell'estradosso dell'ala, inizialmente in pannelli lisci, cellula che integrava i tre abitacoli separati posti in tandem.
La propulsione era affidata una coppia di motori Siemens-Halske/Bristol Jupiter IV, realizzazione su licenza degli Jupiter britannici, radiali 9 cilindri raffreddati ad aria in grado di erogare una potenza pari a 600 CV (440 kW) ciascuno collocati senza alcuna copertura aerodinamica in apposite gondole sul bordo d'attacco dell'ala monoplana montata bassa e dall'impennaggio bideriva, sviluppo di quello già adottato dallo Junkers G 31.
Il prototipo, WerkNr. 3200 e ancora indicato come S 36, fu completato nel 1927 e portato in volo per la prima volta il 5 settembre di quell'anno, affrontando la prima fase di prove di volo in Germania prima di essere trasferito alla filiale svedese, negli stabilimenti della AB Flygindustri di Limhamn, nei pressi di Malmö, dove venne immatricolato con marche civili S-AABL e utilizzato come modello per la costruzione della sua variante militare, la K 37. Nell'inverno che seguì fu in parte modificato, svelando il previsto naso dotato di finestrature, così come vennero ricavate ulteriori aperture finestrate sulla parte ventrale del velivolo, una delle quali adatta per ricevere una fotocamera. Vennero inoltre fatti interventi sul piano alare, riducendone leggermente l'apertura, passando da 20,15 a 20,05 m, e aumentandone altrettanto leggermente la superficie, passata da 54,00 a 54,20 m².
In seguito vennero installate quattro mitragliatrici, nella postazione anteriore, in configurazione binata, montate su supporto mobile, una terza, sempre su supporto brandeggiabile, nell'ultimo dei tre abitacoli aperti che, grazie alla configurazione dell'impennaggio, offriva al mitragliere un eccellente campo visivo per un eventuale attacco di coda, e l'ultima che, grazie a un'apertura ricavata sul fondo della fusoliera, poteva sparare verso il basso. Era inoltre possibile trasportare un carico di bombe da caduta fino ad un massimo di 500 kg, agganciate ad appositi supporti subalari.
Tra le configurazioni previste vi era quella classica, dotata di carrello d'atterraggio a due elementi anteriori fissi e ammortizzati, ruotati o con pattini per superfici innevate, più pattino d'atterraggio posteriore sotto la coda, oppure quella idrovolante a scarponi, con una struttura a galleggianti da collegare alla parte inferiore della fusoliera per poter operare dalla superficie dell'acqua.
Il secondo esemplare realizzato, immatricolato S-AABP, fu venduto alle forze armate giapponesi assieme alla licenza di produzione nel 1932, costituendo il modello che la Mitsubishi utilizzò per sviluppare i bombardieri Ki-1 e Ki-2 costruiti nel 1935 ed entrati in servizio nei reparti aerei dell'Esercito imperiale.

### Annotazioni
1. ↑  Dal tedesco: Aktien Gesellschaft
2. ↑  Il sito junkers.de indica la potenza complessiva in 1 020 CV (750 kW).

### Fonti
1. 1 2  Griehl 2010, p. 42.
2. 1 2 3  Zoeller 2003, Junkers S36 / K37.
3. 1 2 3 4  Junkers.de, Junkers K 37.